# Mós (Torre de Moncorvo)
Mós es una freguesia portuguesa del municipio de Torre de Moncorvo, con 58,69 km² de superficie y 309 habitantes (2001). Su densidad de población es de 5,3 hab/km².